# 아이라 미쓰키
아이라 미츠키(일본어: アイラ ミツキ Aira Mitsuki[*], 1988년 9월 21일~)는 데토피아 소속, 일본의 가수이다.

## 음반 목록

### 싱글
인디즈
1. 칼라풀・도쿄 사운드・NO.9（2007년 8월 8일）
  - 영화 《트랜스포머》 공식 협력 기업 〈트랜스포머 카페〉타이 업 송
2. Darling Wondering Staring/STAR FRUITS SURF RIDER（2008년 5월 7일）
  - 타워 레코드 2,000장 한정 판매 판매
3. Valentine STEP(2009년 1월 21일)
  - HMV 한정 판매
4. Aira의 과학 CD (2009년 6월 17일)
  - 빌리지 방가드 한정 판매

메이저
1. 차이나・디스코티카 (2008년 3월 5일)
2. 로봇 하니 (2008년 10월 29일)
  - 테레비 도쿄계 전국 네트워크 〈로보 쯔쿠〉 엔딩 테마
  - 스카파! 프로모・e2프로모 〈스카☆파라〉 오프닝・엔딩 테마
  - 코나미의 리듬 게임 〈유비트 리플즈〉에 수록되어 있음.
3. 잘 가 TECHNOPOLiS (2009년 1월 21일)
4. BARBiE BARBiE (2009년 5월 20일)
  - 스원즈 맨션 TV CM

### 앨범
1. COPY (2008년 9월 3일)
2. PLASTIC (2009년 7월 22일)
3. ??? (2010년 11월 17일)

### 컨피런션 앨범
1. MEGA TRANCE08 (2007년 8월 8일)
2. Teardrop (2008년 12월 17일)
3. for winter music Lovers ～ TECHNOPOP Xmas (2009년 11월 11일)

### DVD
1. Aira Mitsuki Special LiVE "090319" in LIQUIDROOM (2009년 5월 20일)

### 아날로그 판
1. Aira Mitsuki "5"mix（2009년 10월 18일)